# Anne Kulle
Anne Elisabet Kulle, född Nord den 14 januari 1944 i Solna församling, död den 25 januari 2020 i Ljusterö-Kulla församling, var en svensk skådespelare. Hon var gift med skådespelaren Jarl Kulle från 1976 till hans död 1997. Deras barn Hanna Kulle och Linda Kulle är också verksamma som skådespelare.

## Biografi
Anne Kulle var i nästan 50 år fram till sin död bosatt på Gregersboda, en gård i södra Roslagen intill Furusundsleden till Stockholm. På Gregersboda är även parets gemensamma döttrar födda och uppvuxna.
Makarna Kulle är begravda på Roslags-Kulla kyrkogård.

## Filmografi (urval)
- 1962 – Åsa-Nisse på Mallorca
- 1968 – ...som havets nakna vind
- 1970 – Ministern
- 1976 – Polare
- 1977 – Eva & Kristina
- 2011 – Tjuvarnas jul (TV-serie)

## Teater

### Roller (ej komplett)
| År   | Roll              | Produktion                                                                    | Regi               | Teater        |
| ---- | ----------------- | ----------------------------------------------------------------------------- | ------------------ | ------------- |
| 1964 | En annan ung dam  | Tre knivar från Wei Harry Martinson                                           | Ingmar Bergman     | Dramaten      |
| 1964 | Sara Tansey       | Hjälten på den gröna ön John Millington Synge                                 | Lars-Erik Liedholm | Dramaten      |
| 1968 |                   | Hår James Rado, Gerome Ragni och Galt MacDermot                               | Pierre Fränckel    | Scalateatern  |
| 1969 | Fran Kubelik      | Ungkarlslyan Burt Bacharach, Hal David och Neil Simon                         | Ivo Cramér         | Oscarsteatern |
| 1971 |                   | Upp i smöret Terence Frisby                                                   | Isa Quensel        | Intiman       |
| 1974 | Mary              | Stackars Frankrike Ron Clark och Sam Bobrick                                  | Yngve Nordwall     | Maximteatern  |
| 1975 | Betty Brown       | No, No, Nanette Vincent Youmans, Otto Harbach, Frank Mandel och Irving Caesar | Isa Quensel        | Oscarsteatern |
| 1980 | Jacqueline Giraux | Bäddat för tre (Monsieur Masure) Claude Magnier                               | Stig Olin          | Folkan        |